# 韋列米伊夫卡 (謝梅尼夫卡區)
49°38′5″N 33°15′11″E / 49.63472°N 33.25306°E
韋列米伊夫卡（烏克蘭語：Вереміївка），是烏克蘭中部的村莊，隸屬波爾塔瓦州的克雷門丘克區。該村處於霍羅爾河右岸，距離洛濟1公里，海拔高度94米，2001年人口991。